# El origen del origen
CBT: El origen del origen fue un programa de televisión peruano, emitido por ATV y conducido por Gian Piero Díaz y Renzo Schuller. Se estrenó el 24 de septiembre de 2018 en reemplazo de Combate, que entró en receso una temporada, y que enfrenta a las productoras de los programas de competencia Cathy Sáenz y Marisol Crousillat.
En esta temporada especial se formaron dos equipos, "Combatientes" y "Guerreros", de diez integrantes cada uno. El primer equipo estuvo conformado por integrantes de “Combate”; y el segundo equipo conformado, por exintegrantes del programa Esto es guerra, programa rival.

## Producción
En septiembre de 2018 al finalizar la decimoquinta temporada se dio a conocer su nuevo formato, indicando además que la competencia serán de dos equipos el primero conformado por integrantes de “Combate” a cargo de Marisol Crousillat y el segundo conformado por los exintegrantes del programa Esto es guerra junto a combatientes a cargo de Cathy Sáenz:
| Equipo         | Representante      | Perfil |
| -------------- | ------------------ | --- |
| Equipo Combate | Marisol Crousillat | Productora de los programas Combate y Reto de campeones. Recibió el apodo de la "Reina Madre".                           |
| Equipo Combate | Mario Hart         | Entrenador de equipo. Piloto y cantante de reguetón.                                                                     |
| Equipo Guerra  | Cathy Sáenz        | Productora del programa Esto es guerra Teens, imitadora y personalidad de televisión, que fue apodada como "La Mamacha". |
| Equipo Guerra  | Gino Pesaressi     | Entrenador de equipo. Actor, exmodelo y personalidad televisiva.                                                         |

Contó con los presentadores Gian Piero Díaz y Renzo Schuller, del canal ATV, encargados de las competencias por equipos, los consejos de eliminación y los desafíos de eliminación. Tras completarse varias fechas, aquel equipo que gane varios días será el ganador y permitirá a su productora tomar el control de la nueva temporada del programa principal.

## Temporadas
- La primera y única temporada fue estrenada el 24 de septiembre de 2018 y finalizó el 2 de noviembre de 2018. El ganador fue el «Equipo Guerra», conformado por: Gino Assereto, Paula Ávila, Duilio Vallebuona, Brenda Carvalho, Emilio Jaime «Emil», Elizabeth Márquez, David «Pantera» Zegarra, Gabriela Herrera, Diego Alonso Valcone, Luciana Fuster y Alessia Drago.[7]

## Equipos
| Equipo         | Integrantes |
| -------------- | --- |
| Equipo Combate | - Francisco «Pancho» Rodríguez - Korina Rivadeneira - Said Palao - Michela Elías - Mario Berrios - Isabel Acevedo - Leandro Cabello - Spheffany Loza - Bruno Agostini - Diana Sánchez - Israel Dreyfus - Samahara Lobaton - Alejandro Benítes «Zumba»        |
| Equipo Guerra  | - Gino Assereto - Paula «Polly» Ávila - José Luis Benzaquén «Jota Benz» - Brenda Carvalho - Duilio Vallebuona - Elizabeth Márquez - Emilio Jaime «Emil» - Gabriela Herrera - David «Pantera» Zegarra - Luciana Fuster - Diego Alonso Valcone - Alessia Drago |

- : Capitán